# 海盗

18世紀的海盜凱力可·傑克使用的海盜旗

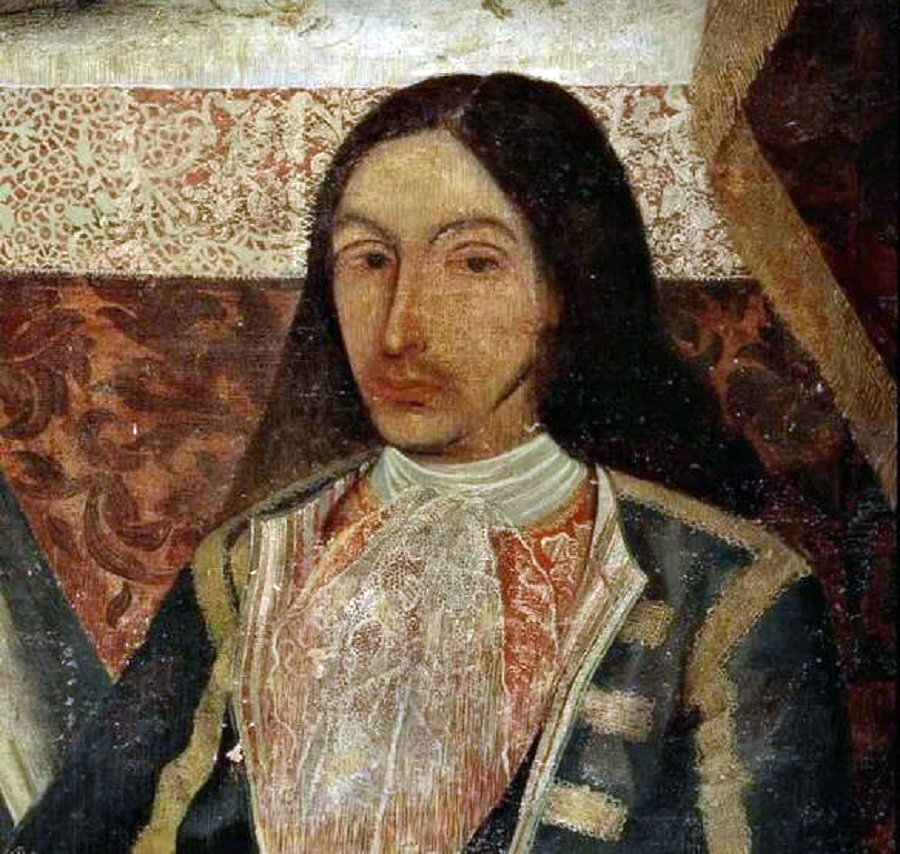
阿马罗·帕戈是一位著名的西班牙海盜

海盜或稱海匪、海賊、海寇、洋匪、岛寇、绿客等，是海上的強盜。指在沿海或海上搶劫其他船隻財產的人，是一門相當古老的犯罪行業。海盜大部分被認定為罪犯，但從事搶劫只是一部份業務，也有部分海盜是同國政府扶植來打壓敵國殖民地與贸易线的准军事海军、武裝漁船和雇佣兵，是為「私掠」。而主要工作還是從事非法海運與私下處理糾紛。而且據航海文獻紀錄，海盜在分工與分成很細，由於船上資源為配給制度，加上長期共度一船相處以及物品交易的需要，這些環境限制的外在因素，造成他們實際上是（對內部）十分講究紀律與信用的群體，由集體決策形成契約得運作。故有時等到官府停止海禁，他們很快又就變成合法商人。不過當今現代的海盜已經不是古典型態的經濟，對貨物並沒有興趣，大多以勒索船東為生，是受國際公約規範為共同敵人，合約國只要有意願或遭受威脅可無差別攻擊海盜。

## 歷史

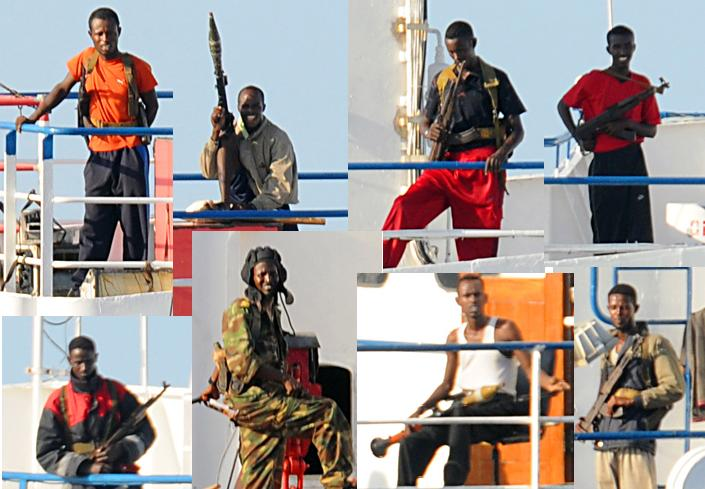
配備現代裝備的索馬利亞海盜

自從人類開始利用船隻運輸以來，海盜便應運而生。古時海盜多以沿岸居多，地中海，歐洲北海等地有許多歐洲海盜，宋朝後中國大陸南方與東南亞的海盜，日本與韓國海濱則有朝鮮海盜，特別是航海發達的16世紀至今，只要是商業發達的沿海地帶都有海盜。
此犯罪行業獨特的是，海盜者多非單獨的犯罪者，往往是以犯罪團體的形式進行，因此內部紀律與分成合同約束是十分重要的。除此之外當時還有一種是私掠證，也允許海上搶奪行為，但是與海盜尚有很大區別的是，私掠是各國政府頒發給特定海上商人，允許在戰爭等特殊情況下襲擊敵國船隻。合法海盜並有行規嚴格依照規則辦事，即使如此有些水手則在此法律邊緣游走，變成真正的海盜。
也因此行業帶點的誠信貿易特性，明末如鄭芝龍雖以海盗卻兼营海商，亦商亦盗，最后由盗而官，亦商亦官。事業表現为中国海盗史少见。清朝時，中國沿海地區有很多海盜，包括著名的張保仔、蔡騫、鄭一郎、鄭一嫂、鄭劉唐、郭婆帶、總兵寶、烏石二、金古養、東海霸等，詳細請參閱華南海盜一文。
在世界上有相當多的典籍記載海盜的行蹟。也因此有許多古老的字專稱某一時期的海盜，例如中文中的倭寇，英文中的buccaneer，尤其指在17世紀與18世紀海盜黃金時代在西印度群島掠奪西班牙船隻的海盜。在1691年至1723年期間，成千上万的海盗活动在商业航线上，这个时代的结束以巴沙洛缪·罗伯茨的死为标志。
此外，許多政治人物暨探險家都出身於海盜。例如明末的鄭芝龍、鄭成功、英國探險家法蘭西斯·德瑞克和10世纪的丹麦国王哈拉尔德（Harald Gormsson）等。还有一些成名的女海盗如安娜·波尼和玛丽·里德等。
現代著名的海盜民族是菲律賓摩洛人。在馬來西亞一帶的马六甲海峽是海盜出沒较多的海域，仅次于近年活跃于印度洋海域的索馬利亞海盜。往來此类海盗活跃地区的巨型貨櫃船隻經常遭到持劫。此类海盗與海盜前輩們不同，他們不偷竊貨物而是綁架人質，部分國家例如美國、中國及新加坡更派遣軍隊對付。現代海盜的性質已經不同於過去，而且部分海盜更有科技化及集團化之特徵。漁民除需要面对海盗问题外，亦有漁民会因贫困问题蜕变成海盗。

## 案例

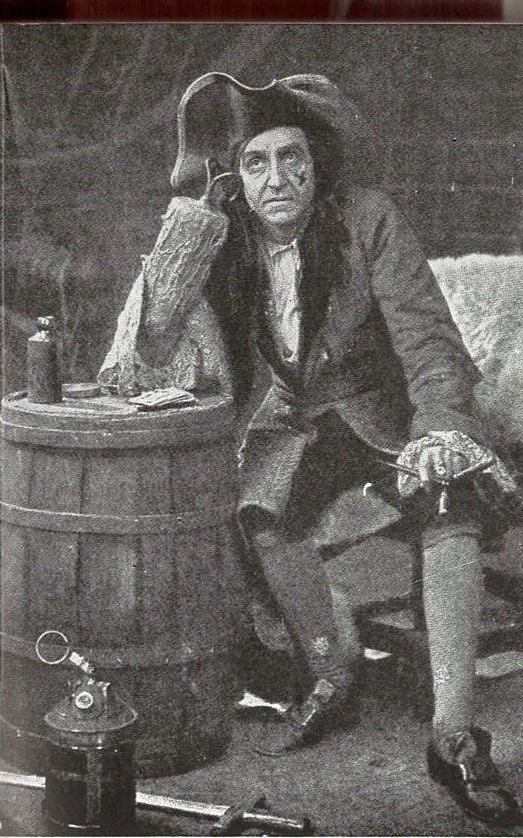
小飛俠彼得潘故事中的鐵鉤船長 (角色)

過去
- 維京人（公元8至11世紀）
- 倭寇（公元13至16世紀）
- 明朝海盜
- 華南海盜（公元1790年至1810年）
- 女真入侵日本
- 韓寇
- 阿马罗·帕戈
- 英國海盜

現代
- 索馬利亞海盜
- 馬六甲海盜

## 流行文化
海盜時常出現在文藝創作中，如金銀島、神鬼奇航、小飛俠、等。這些作品對海盜的描述大多承襲自先前的創作，而非真實世界的海盜。在西方的作品中常描述海盜讓人走甲板、分寶藏、喝酒、戴著海盜帽、穿破衣服、隨身帶著槍或劍、獨眼、帶有特定的口音等等。在這類作品的大量的描寫下，形成了模仿海盜風格的次文化，如海盜風格的變裝派對、飛行義大利麵怪物信仰、金屬樂團Alestorm等等。在《我是海盜》這本繪本中，作者描述只要被海盜抓住，大部份的下場不是死亡就是淪為奴隸。

### 遊戲
《人中之龍8外傳 Pirates in Hawaii》

## 資料來源
1. 1 2  曼谷特约记者：江枫. . RFI-法国国际广播电台网站. 2013-10-21  [2023-06-15] （简体中文）. 国际海事局（International Maritime Bureau简称IMB）则披露：在2013年1-7月期间，东南亚海域内一共发生了57起商船遇袭事件，成为全球海域内海盗作案率最高的地区。其中有48起海匪劫案发生在印度尼西亚的海域内[……]最后，随着各个国家专属经济区的设立，给世代以捕渔为生的渔民生活造成冲击，一些渔民不得不越境到邻国海域内捕鱼，从而成为海盗抢劫的对象。还有另一种情况，那就是贫困问题导致难以生存的渔民自身蜕变成海盗。总而言之，尽管东南亚海域的海盗武装规模尚且比不上索马里海盗，但要促进亚洲地区的商业和贸易发展，海盗猖獗问题就不能不引起重视。
2. 1 2  朱稳坦. . 环球网，来源：广州日报-大洋网. 2008-11-21  [2023-06-15] （简体中文）.
3. ↑  .   [2024-01-02]. （原始内容存档于2024-01-02）.
4. ↑  . CUP媒體.   [2024-01-02]. （原始内容存档于2024-01-02）.
5. ↑   (PDF).   [2024-01-02]. （原始内容存档 (PDF)于2024-01-26）.
6. ↑  大國海盜 的存檔，存档日期2015-02-21.
7. ↑  .   [2024-01-02]. （原始内容存档于2024-01-02）.
8. ↑  蔡兆浚. . 香港地方志. 2021-08-27. （原始内容存档于2024-05-24） （中文（繁體））.
9. ↑  蔡兆浚. . 香港地方志. 2021-08-27. （原始内容存档于2024-06-02） （中文（繁體））.
10. ↑  .   [2015-02-21]. （原始内容存档于2015-02-21）.